# Quérigut
Quérigut en idioma francés, Querigut en idioma occitano, es una pequeña localidad y comuna francesa, situada en la región de Mediodía-Pirineos, departamento de Ariège, en el distrito de Foix y en el cantón de su nombre.
A sus habitantes se les conoce por el gentilicio Quérigutéens.

## Demografía
| 197 | 234 | 171 | 153 | 142 | 116 |
| Para los censos de 1962 a 1999 la población legal corresponde a la población sin duplicidades (Fuente: INSEE [Consultar]) |     |     |     |     |     |